# Litoria prora
Litoria prora és una espècie de granota del gènere Litoria de la família dels hílids. És originària de Papua Nova Guinea i Indonèsia. Va ser descrit com a Hyla prora per James I Menzier el 1969, i reclassificat com Litoria prora Michael J. Tyler el 1971.
És una espècie comuna i estesa sense cap amenaça particular, si no la degaradació general de l'habitat per l'activitat humana, el canvi climàtic i la sobreexplotació de la Terra.